# آبنی (فیلم)
آبنی (فیلم) (انگلیسی: Abeni) یک فیلم نیجریایی- بنینی است که در سال ۲۰۰۶ منتشر شد.